# 焦糖饼干

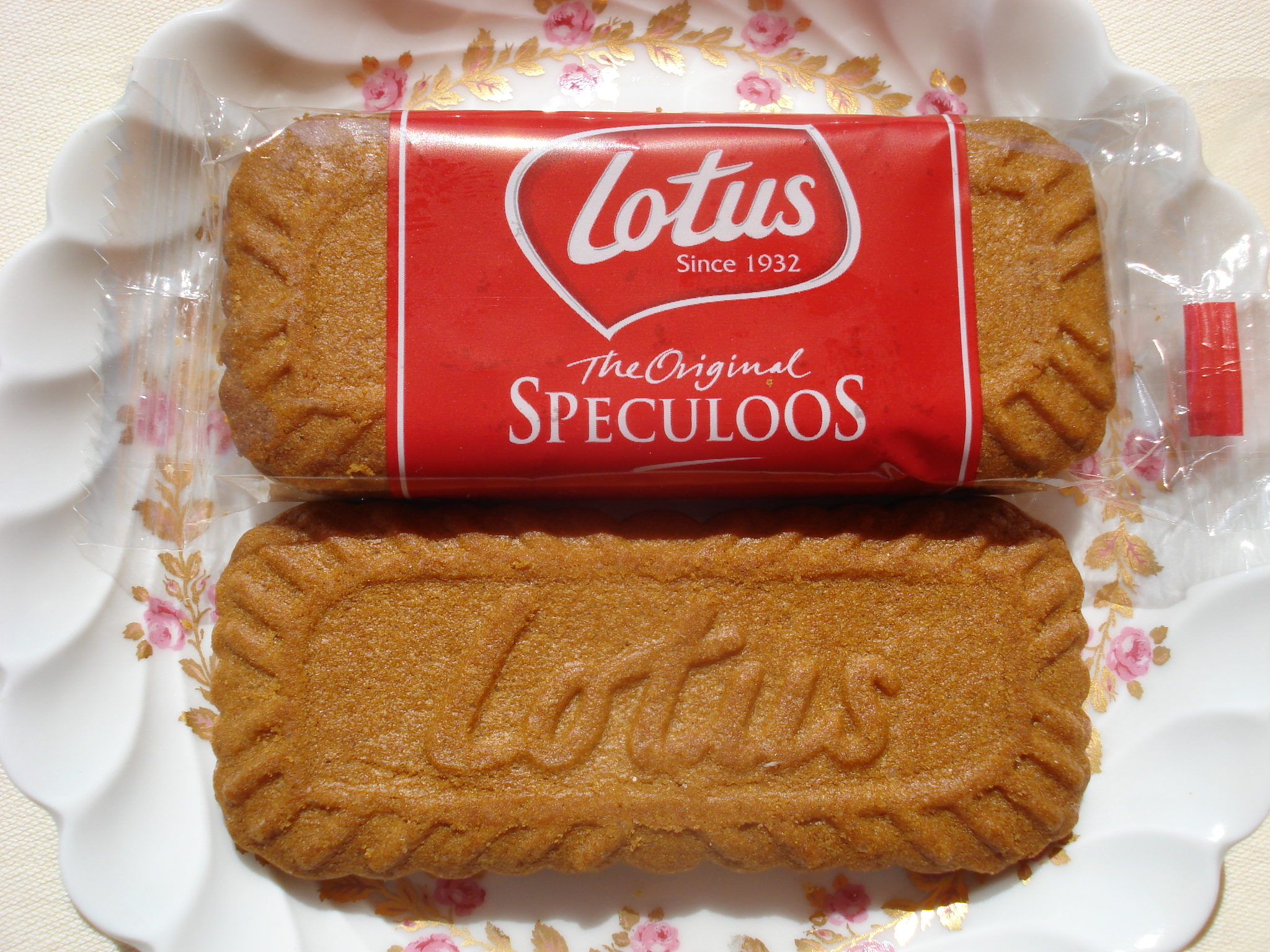
Lotus品牌生产的Speculoos饼干

焦糖饼干（荷蘭語：speculaas）是一種流行在荷蘭和比利時的餅乾。焦糖饼干的厚度較薄，表面呈棕色。製作過程中加入了白胡椒等香料。
起初，焦糖饼干是基督教节期将临期的传统食品，尤其会在聖尼古拉日（12月6日）食用，流行于比利时、荷兰、德国西部及法国北部。该饼干通常被制作成基督教圣徒圣尼古拉的人像形状，或是其他人物、动物或是马车等具有宗教意义的形状。
如今，焦糖饼干饼干已作为零食小吃在全球各地流行，且通常不再被制作成宗教相关的形状。
焦糖饼干饼干已被列入2020年布鲁塞尔非物质文化遗产名录。

## 名称起源
民间对焦糖饼干的名称起源有三种猜测：
- 拉丁语「speculator」（观察者、监督者），用于指代主教。
- 拉丁语「species」（香料）。
- 荷兰语「spek」（甜蜜，美味）和「klaas」（圣尼古拉，Sinterklaas、Saint Nicholas的缩写）的结合。

## 商业化发展
比利时品牌“莲花糕点”是焦糖饼干饼干的主要生产商。该品牌还根据饼干的口味开发了果酱、冰淇淋等甜品。
在2021年前，该品牌以“Speculoos”的名称在全球范围内销售该饼干。但从2021年起，该品牌在北美洲及亚洲部分地区将饼干的名称改为“Biscoff”（饼干Biscuit和咖啡Coffee的组合），试图展示自家饼干配方与另一家“Speculoos”生产商乔氏超市所用配方的区别。其企业负责人也宣布将会彻底停止使用“Speculoos”这一名称。

## 对名称的致敬
由列日大学和欧洲南方天文台管理，以探寻宜居星球为目标的SPECULOOS天文学项目，是以该饼干命名的。
2020年，布鲁塞尔在原工业区Tour et Taxis规划了新的居民区。28条新建公路的其中一条被命名为「Speculoos路」。